# Лаикај (Арђеш)
Лаикај (рум. Lăicăi) насеље је у Румунији у округу Арђеш у општини Четацени. Oпштина се налази на надморској висини од 478 m.

## Становништво
Према подацима из 2002. године у насељу је живело 833 становника, од којих су сви румунске националности.